# شاون مایکلز
مایکل شاون هیکنباتم (به انگلیسی: Michael Shawn Hickenbottom) که بیشتر با نام در رینگش، شاون مایکلز (به انگلیسی: Shawn Michaels) شناخته می‌شود، کشتی‌گیر حرفه‌ای بازنشسته آمریکایی است. او اکنون با دبلیودبلیوئی قرارداد دارد و معاون ارشد توسعه استعدادها و نظارت بر محتوای برند ان‌اکس‌تی است. او که یکی از بزرگ‌ترین کشتی‌گیران حرفه‌ای تمام ادوار است، با القابی نظیر کودک دل‌شکسته (به انگلیسی: The HeartBreak Kid) و آقای رسلمنیا نیز شناخته می‌شود.
مایکلز از سال ۱۹۸۸ تا اولین دوره بازنشستگی‌اش در سال ۱۹۹۸ به طور مداوم برای دبلیودبلیوئی که در آن زمان دبلیودبلیواف نام داشت کشتی گرفت. او در ۱۹۹۸ تا ۲۰۰۰ بیشتر به عنوان جنرال منیجر شو ها فعالیت می‌کرد تا اینکه مجددا در سال ۲۰۰۲ شروع به کشتی گرفتن کرد تا اینکه در سال ۲۰۱۰ رسما بازنشسته شد. در سال ۲۰۱۶، مایکلز به عنوان مربی در مرکز تمرینات دبلیودبلیوئی شروع به کار کرد و تا سال ۲۰۱۸، تهیه کننده ان‌اکس‌تی و از آن سال تاکنون به عنوان مدیر اصلی این برند مشغول به فعالیت است. 
مایکلز در طول دوران کریر حرفه‌ای خودش، در مین ایونت بسیاری از پی‌پرویوهای دبلیودبلیوئی حاضر بوده است،‌ از جمله ۵ دوره رسلمنیا (۱۲، ۱۴، ۲۰، ۲۳ و ۲۶). او هم‌چنین یکی از بنیان‌گذاران و رهبر گروه موفق دی جنریشن اکس بود. 
مایکلز قهرمان چهار دوره جهان است و دو بار برنده مسابقه رویال رامبل شده است و اولین فردی است که توانسته به عنوان نفر اول در این مسابقه، در نهایت برنده شود. مایکلز هم‌چنین نخستین فرد در دبلیودبلیوئی است که قهرمان گرنداسلم شده است، یعنی توانسته تمامی عناوین قهرمانی را برای حداقل یک‌بار قهرمان شود. او دو بار عضو تالار مشاهیر نیز شده است، یک بار به‌خاطر کریر فردی و یک‌بار به عنوان عضو گروه دی‌اکس. از نگاه رسانه معتبر PWI، او برای ۱۱ بار برنده جایزه «بهترین مسابقه سال» شده که رکورد محسوب می‌شود. مسابقه او با جان سینا در ۲۳ آوریل ۲۰۰۷ از دیدگاه دبلیودبلیوئی به عنوان بهترین مسابقه تاریخ شوی راو شمرده می‌شود. مایکلز هم‌چنین اولین نفری است که در مسابقه هل این ا سل (در بد بلاد ۱۹۹۷ مقابل آندرتیکر)، مسابقه نردبانی (رسلمنیا ۱۰)، مسابقه الیمینیشن چمبر (در سروایور سریز ۲۰۰۲) شرکت کرده است. 

## زندگی شخصی
در ۲۲ ژوئیه ۱۹۶۵ در چندلر، آریزونا متولد شد.
آخرین فرزند از چهار فرزند - رندی، اسکات و شاری خواهر و برادر بزرگتر او هستند - او در یک خانواده نظامی بزرگ شد و بخش کوتاهی از سالهای اولیه خود را در ریدینگ، برکشایر، انگلستان گذراند، اما در سن آنتونیو بزرگ شد. 
هیکن باتم در کودکی از نام مایکل متنفر بود، بنابراین خانواده و دوستانش او را شاون نامیدند. 
از آن زمان به بعد، او را شاون می نامند. علاوه بر این، Hickenbottom اغلب از زمانی که پدرش در ارتش بود به اطراف نقل مکان کرد.
او می‌دانست که در سن  سالگی می‌خواهد یک کشتی‌گیر حرفه‌ای شود و گفت که در نمایش استعدادیابی دبیرستانش یک کشتی معمولی را با خون جعلی انجام داده است.
Hickenbottom قبلا یک ورزشکار بود. 
دوران حرفه ای او در سن شش سالگی و زمانی که فوتبال را شروع کرد آغاز شد.
او یک مدافع خط برجسته در دبیرستان راندولف در پایگاه نیروی هوایی راندولف بود و در نهایت کاپیتان تیم فوتبال شد.
پس از فارغ التحصیلی، Hickenbottom در دانشگاه ایالتی جنوب غربی تگزاس در سن مارکوس، تگزاس حضور یافت، اما به زودی متوجه شد که زندگی دانشگاهی برای او نیست.
او سپس شروع به فعالیت در کشتی حرفه ای کرد.

### حرفه

#### اتحادیه ملی کشتی (۱۹۸۴-۱۹۸۵)
مایکل شروع به کشتی گرفتن در سال ۱۹۸۴ با مربیگری خوزه لوتاریو از مکزیک شد. در ابتدای کار او نام درون رینگ خود را شاون مایکلز انتخاب کرد. بعد تمرین با لوتاریو او به اتحادیه ملی کشتی رفت. او در اولین بازی خود شکست خورد.
در ژانویه ۱۹۸۴ او به WCCW رفت. شاون در سال ۱۹۸۵ با مارتی جنتی گروه راکرز را تشکیل داد. و توانستند کمربند تگ تیم را همراه مارتی جنتی به دست آورد ولی بعد مدتی آن کمربندها را از دست داد.

#### ستاره های تگزاس (۱۹۸۵-۱۹۸۶)
شاون بعد از WCCW به شهر تگزاس و لیگ ستاره‌های تگزاس رفت. او با نیک کینیسکی گروه نژاد آمریکایی را درست کرد. و صاحب کمربند تگ تیم ستاره‌های تگزاس شد.

#### انجمن کشتی گیران آمریکایی (۱۹۸۶-۱۹۸۷)
شاون ناگهانی از ستاره‌های تگزاس جدا شد. شاون زمانی که به ۲۰ سالش بود به این انجمن وارد شد. او دوباره با مارتی جنتی گروه راکرز را تشکیل داد و صاحب کمربند تگ نیم انجمن کشتی گیران آمریکایی شد.

#### فدراسیون جهانی کشتی (۱۹۸۷-۱۹۸۸)
در سال ۱۹۸۷ گروه راکرز به فدراسیون جهانی کشتی یا WWF رفتند. البته تنها توانستند فقط دو هفته در WWF باقی بمانند و بعد AWA رفتند.

#### بازگشت دوباره به WWF
شاون در سال 1992 به مارتی جنری خیانت کرد و دوباره به wwf برگشت و برای اولین بار صاحب کمربند بین قاره ای شد.

## افتخارات و دستاوردها
- قهرمانی دبلیودبلیوئی (۳ بار)
- قهرمانی سنگین‌وزن جهان (۱ بار)
- قهرمانی بین قاره‌ای دبلیودبلیوئی (۳ بار)
- قهرمانی اروپای دبلیودبلیوئی (۱ بار)
- قهرمانی تگ تیم دبلیودبلیوئی (جدید، ۱ بار) − با تریپل اچ
- قهرمانی تگ تیم دبلیودبلیوئی (قدیم، ۵ بار) − با دیزل (۲)، استون کلد استیو آستین (۱)، جان سینا (۱) و تریپل اچ (۱)
- مسابقه رویال رامبل (۱۹۹۵، ۱۹۹۶)
- اولین قهرمان گرنداسلم تاریخ دبلیودبلیوئی

1. ↑  Nanda, Jay (۲۰۰۹-۰۶-۰۳). "It's always Sunny when the original diva's around". San Antonio Express-News: ۰۹T. [Tammy] Sytch has gone on record via YouTube detailing a 'nine-month' courtship in the 1990s with San Antonio native and World Wrestling Entertainment superstar Shawn Michaels
2. ↑  "Shawn Michaels promoted to WWE senior vice president of talent development creative". CBSSports.com (به انگلیسی). 2022-09-07. Retrieved 2025-01-12.
3. ↑  "The 25 greatest nicknames in WWE history". WWE (به انگلیسی). Retrieved 2025-01-12.
4. ↑  «(Almost) 5-Star Match Reviews: John Cena vs. Shawn Michaels - RAW, April 23rd, 2007 – TJR Wrestling». tjrwrestling.net (به انگلیسی). ۲۰۲۳-۰۱-۲۵. دریافت‌شده در ۲۰۲۵-۰۱-۱۲.
5. ↑  "Shawn Michaels". Wikipedia (به انگلیسی). 2024-12-23.
6. ↑  «WWF - 1992 Results». thehistoryofwwe.com (به انگلیسی). ۲۰۲۳-۰۱-۱۶. دریافت‌شده در ۲۰۲۵-۰۱-۱۲.

- ویکی‌پدیای انگلیسی